# Liolaemus nigriceps
Liolaemus nigriceps är en ödleart som beskrevs av Philippi 1860. Liolaemus nigriceps ingår i släktet Liolaemus och familjen Tropiduridae. Inga underarter finns listade i Catalogue of Life.